# Rostbröstad myrtrast
Rostbröstad myrtrast (Formicarius rufipectus) är en fågel i familjen myrtrastar inom ordningen tättingar.

## Utseende och läte
Rostbröstad myrtrast är en knubbig fågel som med rest stjärt promenerar omkring på marken som en höna. Undersidan är mestadels roströd, allra mest på bröst och undre stjärttäckare. Även huvudet är rostfärgat, med svart ansiktsmask. Sången består av en genomträngande tvåtonig vissling, med första tonen något högre än den andra.

## Utbredning och systematik
Rostbröstad myrtrast förekommer från Costa Rica i Centralamerika söderut till sydöstra Peru i Sydamerika. Den delas in i fyra underarter med följande utbredning:
- Formicarius rufipectus rufipectus – förekommer i östra Costa Rica och båda sluttningarna i västra Panama till Darién
- Formicarius rufipectus lasallei – förekommer i berg i nordvästra Venezuela (Sierra de Perijá och sydvästra Táchira)
- Formicarius rufipectus carrikeri – förekommer i västra och centrala Anderna i Colombia och västra Ecuador
- Formicarius rufipectus thoracicus – förekommer från subtropiska östra Ecuador till sydöstra Peru (söderut till Cusco)

## Levnadssätt
Rostbröstad myrtrast hittas i molnskog på mellan 1100 och 2000 meters höjd, högre upp än andra myrtrastar. Liksom sina släktingar är den rätt skygg och svår att få syn på när den struttar omkring på marken.

## Status och hot
Arten har ett stort utbredningsområde, men tros minska i antal, dock inte tillräckligt kraftigt för att den ska betraktas som hotad. Internationella naturvårdsunionen IUCN listar arten som livskraftig (LC). Beståndet uppskattas till i storleksordningen en halv miljon till fem miljoner vuxna individer.